# Euwallacea fornicatus
Euwallacea fornicatus là một loài côn trùng trong họ Curculionidae. Loài này được Eichhoff miêu tả khoa học đầu tiên năm 1868.
Đây là loài gây hại của cây Terminalia catappa, phát triển phổ biến ở Indonesia.